# William Smith (Politiker, vor 1782)
William Smith (* vor 1782 in Chesterfield, Chesterfield County, Virginia; † nach 1827) war ein US-amerikanischer Politiker. Zwischen 3. März 1821 und 4. März 1827 vertrat er den Bundesstaat Virginia im US-Repräsentantenhaus.

## Leben
William Smith besuchte die öffentlichen Schulen seiner Heimat. Über seinen beruflichen Werdegang ist nichts überliefert. Im Jahr 1782 wurde er Mitglied des Abgeordnetenhauses von Virginia. Später trat er der Demokratisch-Republikanischen Partei bei.
Bei den Kongresswahlen des Jahres 1820 wurde Smith im siebten Wahlbezirk von Virginia in das US-Repräsentantenhaus in Washington, D.C. gewählt, wo er am 4. März 1821 die Nachfolge von Ballard Smith antrat. Nach zwei Wiederwahlen konnte er bis zum 3. März 1827 drei Legislaturperioden im Kongress absolvieren. Mitte der 1820er Jahre schloss er sich der Bewegung um den späteren Präsidenten Andrew Jackson an. Seit 1823 vertrat er als Nachfolger von Thomas Newton den 21. Distrikt seines Staates.
Nach dem Ende seiner Zeit im Kongress verliert sich die Spur von William Smith.